# خفج متغير
خفج متغير (الاسم العلمي: Diplotaxis varia) هو نوع من النباتات تتبع جنس الخفج من الفصيلة الكرنبية.